# Kattilajärvi, Norrbotten
Kattilajärvi är en sjö i Pajala kommun i Norrbotten och ingår i Torneälvens huvudavrinningsområde.